# Carquois
Pour la notion de carquois en mathématiques, voir Carquois (théorie des catégories).
 (novembre 2016).
Si vous disposez d'ouvrages ou d'articles de référence ou si vous connaissez des sites web de qualité traitant du thème abordé ici, merci de compléter l'article en donnant les références utiles à sa vérifiabilité et en les liant à la section « Notes et références ».

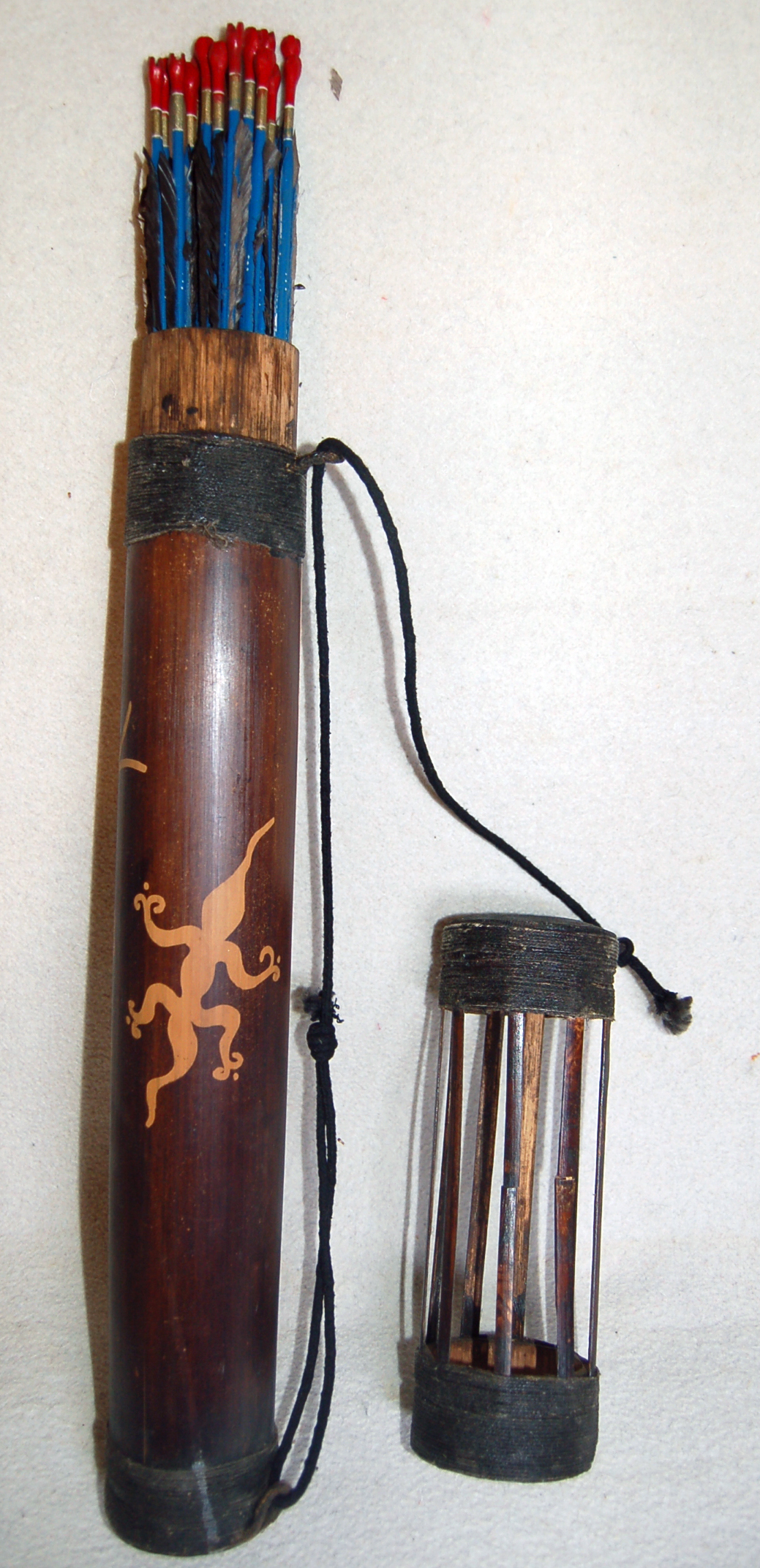
Carquois en bois.

Un carquois est un étui qui sert à ranger des flèches d'arc ou des carreaux d'arbalète. Il peut être porté sur l'archer (à la ceinture ou sur le dos), sur l'arc ou posé au sol.

## Différents ports du carquois

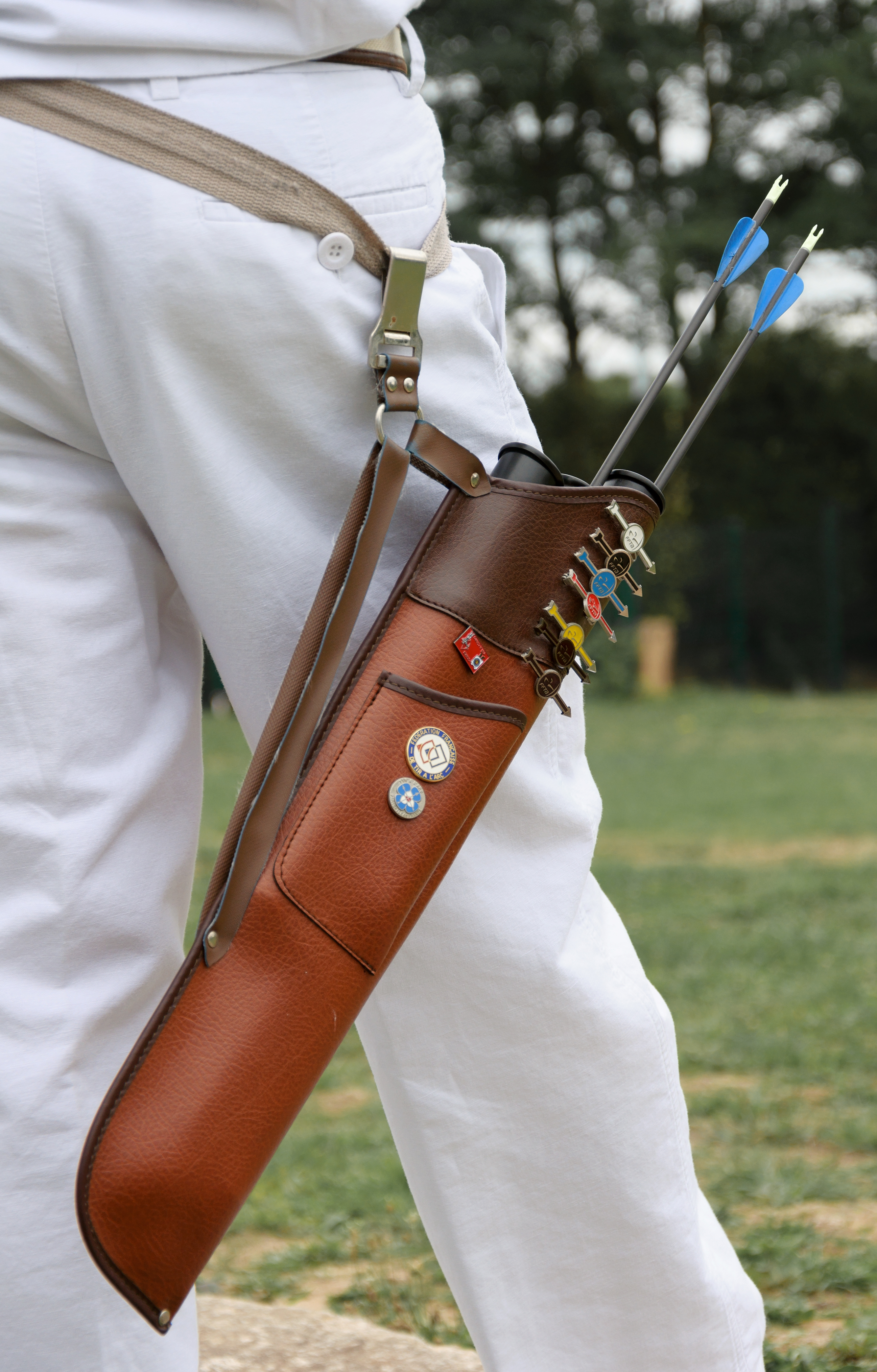
Carquois de ceinture contenant des tubes séparateurs de flèches.

La position du carquois dépend généralement de la discipline de tir et de l'arme utilisée. Le port à la ceinture est le plus courant, tandis que le port sur le dos est davantage utilisé en catégories arc droit/longbow et chasse. Le carquois d'arc est plutôt préconisé pour les arcs chasse et poulie. Le carquois posé au sol n'est possible que dans les disciplines de "tir en ligne" (où l'archer ne se déplace pas entre deux cibles).

## Structure et composition
Le carquois est, au moins, constitué d'un étui dans lequel sont rangées les flèches. Les flèches peuvent y être groupées à l'aide de tubes en plastique (éventuellement afin d'avoir les flèches dans l'ordre de tir ou bien de séparer les flèches d'usage des flèches de rechange).
Le carquois peut être orné d'une ou plusieurs poches afin d'y ranger le petit matériel de l'archer (papier, stylo, palette, …)
Les carquois modernes, classiquement vendus en archerie et d'usage courant chez les archers classique ou poulie, sont constitués de plastique et de tissu. Des carquois d'aspect plus traditionnel peuvent être confectionnés à partir de cuir ou de bois : ils sont plus à l'usage des archers "primitif" et "longbow".

## Autres intérêts
Les archers n'utilisent pas leur carquois uniquement pour porter leurs flèches. Il s'agit également d'une "galerie" où l'archer présente ses récompenses (badges de progression), ses appartenances (écusson de club), et ses grigri et autres décorations.